# Tomás Afán
Tomás Afán Muñoz (Jaén; 20 de julio de 1968) es un dramaturgo, actor, director y productor teatral español. Codirige la compañía de teatro «La Paca». Ha escrito obras de teatro infantil, juvenil y para adultos, muchas de ellas estrenadas e interpretadas por su compañía. Se trata de un autor prolífico, que ha escrito, publicado y estrenado multitud de textos. Asimismo, cuenta con gran cantidad de premios en su haber. En su obra existen temas recurrentes como la muerte, el sexo, el fútbol, la religión, etc. Sus textos se caracterizan por aunar lo cotidiano y lo surrealista y absurdo. El autor se siente especialmente cómodo en el territorio de la comedia, envoltorio para un trasfondo crítico, y reconoce su inspiración en los clásicos del Siglo de Oro español, la comedia del arte y autores del teatro del absurdo español.

¿Os queréis ir ahora, que vamos a hacer una guerra, que es lo más bonito que se hace en un ejército?
Pim, pam, clown. La guerra de los payasos.

## Biografía
Nace en Jaén en 1968. Desde su infancia el teatro ha formado parte de su vida. Estudió bachillerato en Jaén. Ya en su juventud le interesa la narración de historias pero sobre todo en el ámbito audiovisual. Participa en un taller de teatro en el centro donde cursa estudios y más tarde pasa a formar parte de una compañía teatral amateur. Inició la licenciatura de derecho en la Universidad de Jaén, que en aquel tiempo era el Colegio Univesitario de Jaén, abandonando dicha carrera en el último curso. Comienza escribiendo poemas y relatos breves de carácter introspectivo. Asumiría inicialmente el papel de dramaturgo por exigencias de producción, sin embargo, esa exigencia acabaría convirtiéndose en vocación literaria.
Dirige, junto con Mari Carmen Gámez, la compañía teatral «La Paca» desde 1988. La compañía está especialmente preocupada en la realización de programas teatrales y espectáculos de creación de nuevos públicos, encargándose habitualmente de la Campaña de Teatro Escolar en Jaén.
Es miembro de la Asociación de Autores de Teatro.

## Formación
Estudia la licenciatura en Ciencias Sociales y Jurídicas, estudios aunque lejanos de las disciplinas artísticas el propio autor reconoce que esa enseñanza le permitió adquirir una cierta idea de las relaciones sociales que también puede ser de utilidad a la hora de desarrollar su trabajo. Su bagaje teatral es en gran parte autodidacta, aunque ha ampliado sus conocimientos a través de diversos cursos, a destacar, el último taller que, antes de morir, impartió Sarah Kane —acompañada de Mary Peate del Royal Court Theatre— en Sevilla en noviembre de 1998. También señalar las enseñanzas adquiridas de Sanchis Sinisterra, Fermín Cabal, April de Angelis, Fridhelm Grübe, Alonso de Santos y Alfonso Zurro. Le une una buena amistad con autores de su misma generación como Gracia Morales, Javier Berger, Carmen Pombero, Antonio Hernández Centeno y José Francisco Ortuño, entre otros.

## Obra dramática

### Estilo
El autor se siente especialmente cómodo en el territorio de la comedia y reconoce que disfruta enormemente con los clásicos del Siglo de Oro español, la Comedia del arte y Molière. Valle-Inclán y su proceso de desentrañar la realidad de su tiempo a través de diversos enfoques y desenfoques es otro los autores que más admira. Profesa bastante devoción por una serie de autores como Miguel Mihura, Jardiel Poncela, Edgar Neville, Fernando Arrabal e incluso algo de los hermanos Quintero o de Pedro Muñoz Seca a los que considera creadores de artificios de comedia en forma de astracán, vodevil, farsa, juguete cómico, sainete y otras plataformas de comicidad que, desde el punto de vista del autor, ofrecen bastante juego al aplicar sus esquemas a nuestra realidad social.
Si bien en sus obras prima el humor, todas tienen un componente social y un contenido ideológico muy importante. Utilizando todos los recursos del payaso, Tomás Afán aborda desde la perspectiva del humor temas como la guerra en su obra Pim, pam, clown. (La guerra de los payasos) o la herencia franquista en una utópica España retrofuturista del siglo xxii con tintes esperpénticos reflejada en su obra Esencia patria (Un relato expañol).
El tratamiento de lo bélico en sus obras le ha valido la comparación con otros autores que han utilizado herramientas semejantes, tales como el dramaturgo antes mencionado Fernando Arrabal, especialmente en su obra Pic-Nic, o los monólogos bélicos del humorista Miguel Gila, autores que, a su vez, beben de la corriente humorística del teatro del absurdo.
Tomás Afán ha escrito numerosas obras dirigidas a un público infantil y juvenil. En estas piezas el autor no rehúye temas que, en principio, parecen poco adecuados para un espectador joven, es más, trata temas similares a los abordados en sus obras para adultos solo que, obviamente, cambiando su presentación y lenguaje. En este sentido, Tomás Afán se encuadra en una línea de trabajo de dramaturgia infantil por la que apuestan, entre otros, autoras contemporáneas como la española Itziar Pascual o la canadiense Suzanne Lebeau. Por su dedicación y calidad en la dramaturgia infantil obtuvo el reconocimiento de la Asociación de Teatro para la Infancia y la Juventud (Assitej).
También se ha alejado de la comedia para acercarse a la tragedia con su obra 11 miradas, un trabajo dramatúrgico sobre los terribles atentados del 11 de marzo de 2004 en Madrid. En este trabajo Tomás Afán aparca su habitual lenguaje directo y con rasgos dialectales jienenses para utilizar unos medios más delicados y poéticos pero sin renunciar a la cercanía con el espectador.
Tomás Afán destaca también por su destreza a la hora de confeccionar obras de corta duración, como demuestra el largo palmarés en certámenes de teatro breve. Su estilo directo y conciso se adapta perfectamente a las exigencias estructurales de este tipo de teatro.

### Textos
- Los días del pez (2023). Editado por Ediciones Irreverentes.[7]
- 6 comedias ácidas (2023). Editado por Artezblai.[8]
- ¿Por qué no? (2022). Editado por Diputación de granada.
- ¿Lo hacemos? (2022). Editado por Ediciones Invasoras.
- ¿Te acuerdas del fin del mundo? (2021). Estrenado con Teatro La Paca con dirección de Paco Gámez, Nati Villar, Ana Galán, Carmen Gámez y el autor.[9]
- 33 piezas cómicas (2021). Editado por Artezblai.
- Lorca Perdida (2020).
- Nave de nieve (2020). Editado por Ediciones Invasoras.
- Ya es la hora (2020).
- En blanco (el oficio del recuerdo) (2019).
- Tetralogía del desaliento (2016). Editado por Ediciones Invasoras.
- Palabra de Cervantes (2016). Estrenado con Teatro La Paca.
- En Casa de Muñecas (2014). Editado por Diputación de Granada.
- Malos hábitos (sociales y alimenticios) (2014).
- Atracción (2012).
- Pictogramas (2012). Editado por ASSITEJ España.
- Los amigos (2009). Editado por la Universidad de Huelva. Servici.
- Por si acoso (2009). Editado.
- Maduritos (ejercicios de comedia) (2009). Estrenado.
- Los Impresentables(2008). Estrenado. Editado por la Editorial Artezblai.
- 11 miradas (2007). Estrenado.
- Criaturitas de Dios (2007). Estrenado. Coeditado por las Diputaciones de Cáceres y Badajoz.
- El pacto con el diablo (2006). Estrenado. Editado por Taetro de Cádiz.
- El siglo veinte (2006). Editado por el Centro de Documentación de las Artes Escénicas de Andalucía, dentro del volumen titulado Teatro Breve Andaluz.
- En soledad (2006). Estrenado. Editado por la Asociación de Autores de Teatro (AAT) dentro del volumen del Maratón de Monólogos 2006.
- Mujeres de Lorca (2006). Estrenado por la Compañía de Carmen Cortés.
- Elecciones (2006). Estrenado. Editado por el Ayuntamiento de Lucena.
- El Pequeño Quijote (2006). Estrenado. Editado por el Ayuntamiento de Lucena.
- Amenaza en el Área (2005). Estrenado. Editado por Teatro de Cádiz.
- El muerto más disputado y otras farsas en verso (2005). Estrenado. Editado por la diputaciones de Cáceres y Badajoz.
- ¡Viva Molière! (2005). Estrenado con Teatro La Paca.
- Sueños de color carmesí (2005). Estrenado.
- Las hazañas de Marcial contra el eje del mal (2004).
- Jólibud me mata (2003).
- Terralurtarrak (2003). Versión en euskera de Historias Terraterrestres. Traducido por Patxo Tellería.
- Pim, pam , clown. (La Guerra de los Payasos) (2003). Estrenado. Editado por ASSITEJ España.
- Esencia Patria (Un relato expañol) (2003). Estrenado. Editado por la Diputación de Granada.
- Lo nuestro no puede ser (2003). Estrenado. Editado por la Asociación de Autores de Teatro en el volumen recopilación Teatro contra la guerra.
- Monólogo del tribunal (2003). Estrenado. Editado por la Asociación de Autores de Teatro en el volumen recopilación Maratón de Monólogos 2003.
- Parejas (2003). Estrenado. Editado por el Serantes Kultur Aretoa de Santurtzi.
- El triángulo del nuevo tiempo (2003). Estrenado. Editado por Taetro de Cádiz.
- Er visitante y El tribunal (2002). Estrenado. Editado por Taetro de Cádiz.
- Historias terraterrestres (2002). Estrenado.
- El enigma del Doctor Mabuso (2002). Estrenado. Editado por ASSITEJ España.
- Historias cotidianas (2002). Estrenado. Editado por el Serantes Kultur Aretoa de Santurtzi.
- Pasión y césped (o porterías de grandeza) (2001). Editado.
- Leyendas de fin de milenio (2001).
- Teatrillos di versos (2001). Estrenado. Editado por el Ayuntamiento de Bailén.
- Así é la vía (1999). Estrenada con la compañía Friganga de Texto.
- Pícaros (1997). Estrenada con Teatro La Paca.
- ¡Vuelve el Zorro! (1998).
- Todas las estatuas están fingiendo (1994). Estrenado. Editado en la colección Autores Noveles de la Diputación de Jaén.
- La pasión de Johnny y Magdalena (1992). Estrenado con Teatro La Paca.

## Recepción
Prácticamente la totalidad de las obras escritas por Tomás Afán han sido estrenadas por diferentes compañías de teatro tanto profesionales como aficionadas, gozando de una acogida positiva por parte de crítica y público.
La relación del autor con la representación y recepción de sus obras es muy estrecha dado que él mismo ha protagonizado y dirigido algunas de ellas con su compañía «La Paca». Esto le permite una mirada privilegiada y totalizadora sobre el proceso de creación dramatúrgica.
Algunos de los directores que han estrenado textos de Tomás Afán han sido profesionales como Mariano de Paco, Carlos Alonso, Antonia San Juan, Antonio Hernández Centeno, Denis Rafter y Alfonso Zurro.

## Premios
Tomás Afán ha sido galardonado con numerosos premios de teatro de aḿbito autonómico y nacional, siendo uno de los dramaturgos más reconocidos de su generación. Entre los más destacados se encuentran el premio Serantes, que ha ganado en tres ocasiones, el premio de Teatro Martín Recuerda, el premio ASSITEJ de Teatro para Niños y Jóvenes y el premio FATEX.
- I Premio “Ciudad de Las Cabezas” de Textos Teatrales para la Infancia y la Juventud (2023) por Los días del pez.[10]
- Primer Accésit del XIV Certamen de Teatro Mínimo José Moreno Arenas (2022) por su obra En la galería de arte.[11]
- Accésit I Concurso de obras de teatro del club de la buena energía de La Palma (2022) por Clowncienciadas.
- Coautoría finalista en Premios ACE de Teatro en Argentina (2022) por Luz testigo.
- Ganador del 3er Premio II Certamen "Jaume Bauça Mayol" (2022) por Tragedia (lo de siempre).
- Mención Especial II Certamen Iberoamericano Dramaturgia Carlos Schwaderer, Castuera (2022) por El último Jardiel.[12]
- Finalista del XI Barroco Infantil del Festival de Almagro (2022) por El Pequeño Quijote.
- Ganador del XX Premio de Teatro José Martín Recuerda (2022) por ¿Por qué no?.[13]
- Nominado a mejor autor en VIII Premios Lorca de las Artes Escénicas de Andalucía (2022) por ¿Te acuerdas del fin del mundo?.[14]
- Seleccionado en el IX Festival de Monólogos de la Fundación de las Artes Escénicas y de la Música de Gran Canaria (2022) por La brigada narrativa.
- Ganador del X Premio Dulce x Amargo de textos teatrales de la Escuela Superior de Arte Dramático de Asturias (2022) por ¿Lo hacemos?.[15]
- Ganador del VII Concurso de Escritura Dramática Curt de Teatre 2022 de Denia (Alicante) (2022) por Los denunciantes.
- Finalista del II Concurso de Microteatro Palín-Julio Navarro - Teatro en Verde de Albacete (2022) por 60 años de radioactividad.
- Mención Especial del II Certamen Internacional de Comedia del Teatro Español (2021) por Tríptico Infernal.[16]
- Ganador del VI Concurso Carlos Pérez Uralde de Radioteatro del Festival Internacional de Teatro de Vitoria y EITB (2021) por El tiempo de las sirenas.[17]
- Primer finalista del IV Premio Dramaturgia Invasora (2021) por Nave de nieve.[18]
- Tercer premio del III Certamen de textos para Microteatro de Trotea (Madrid) (2020) por Servicio online (Teletrabajo).
- Ganador del V Premio de textos teatrales Villacarrillo Imaginaria (2020) por Lorca perdida.[19]
- Finalista del I Premio de Cuentos y Novela infantil Voria Stefanovsky (2020) por La princesa de papel y otros cuentos.
- Ganador del V Certamen de teatro Isabel Agüera, Ciudad de Villa del Río (2020) por ¡¿Ya es la hora?!
- Seleccionado en la Convocatoria A-Sintomática auspiciada desde University of Houston y Western Washington University en Estados Unidos (2020) por El grupo (de whatsapp).
- Premiado en el Concurso Luz Testigo de Dramaturgia de la Sala Espacio Callejón de Buenos Aires (2020) por Un cuento.
- Ganador del VI Certamen literario sobre Derechos Humanos de Amnistía Internacional Andalucía (2020)  por La fuga[20]
- Mención Especial del VII Premio de textos de teatro Carro de Baco (2020) por En el centro.
- Ganador del XXI Premio Rafael Guerrero (2020) por Sentimiento y hondo desgarro místico.
- Ganador del II Torneo de Dramaturgia Andaluza en Málaga (2020) por ¡¿Ya?!
- Ganador del XI Certamen Dramaturgo José Moreno Arenas. del Ayunto. de Albolote (2019) por  Pequeña historia de números y de palabras.
- Ganador del 2.º Premio del IV Certamen Ilustres Pasajeros del Ayuntamiento de Cercedilla (2019) por Infelices infieles.
- Ganador del V Premio Francisco Nieva de textos teatrales del Centro Dramático Rural (2019) por El escritor de la olvidada figura.
- Accésit del VI Premio de textos de teatro Carro de Baco (2019) por Condenado.
- Accésit del V Certamen Parabasis Plaza del Arte de la ESAD de Extremadura (2019) por En Blanco (el oficio del recuerdo).
- Premiado en el Concurso de guion corto para robots de Teatronika y Univ. Pompeu Fabra de Barcelona. (2018) por Ciencia dramática.
- Ganador del V Premio Dulce por Armargo de textos teatrales de la Escuela Superior de Arte Dramático de Asturias. (2016) por Tetralogía del desaliento.
- Ganador del XVII Premio Rafael Guerrero. (2016) por DeCaídos.[21]
- Ganador del Premio Buero Fundación Coca Cola Comunidad de Madrid (2015) por Pim pam clown.
- Ganador del XII Premio de Teatro Martín Recuerda (2014) por su obra En casa de muñecas.[22]
- Ganador del IX Premio de Textos Teatrales Raúl Moreno FATEX (2012) por su obra Atracción.[23]
- Ganador del XXVII Premio ASSITEJ de Teatro para niños y jóvenes (2012), con su obra Pictogramas.
- Accésit de III Certamen Monteluna de textos teatrales (2008) organizado por la Universidad de Huelva y el Ayuntamiento de Cartaya por su obra Los amigos.
- Ganador del VIII Premio Serantes (2007) Serantes Kultur Aretoa por su obra Los Impresentables.
- Premio Morales Martínez por mejor autor Andaluz(2006) del Ayuntamiento de Lucena por su obra Elecciones.
- Mención Especial del Jurado del III Premio de Textos Teatrales Raúl Moreno FATEX (2006) por su obra El crimen se paga.
- Ganador del XXII Premio Palencia de teatro (2006) organizado por el Ayuntamiento y la Diputación de Palencia por su obra Once Miradas.
- Ganador del Premio Morales Martínez al mejor autor andaluz (2005) de Lucena por su obra El pequeño Quijote.
- Finalista del 2.º Concurso Mundial de Minipiezas Teatrales (2005) convocado por el Taller de Artes Escénicas de Valencia por su obra criaturas de Dios.
- Ganador del XXII Premio Palencia de Teatro que cada dos años convoca el Ayuntamiento de Palencia junto con la Diputación palentina (2004) por su obra Once miradas.
- Ganador del Premio de Teatro Luis Barahona de Soto 2004, en la modalidad de Textos Infantiles (2004) convocado por el Ayuntamiento de Lucena .
- Ganador del I Concurso de Textos Teatrales Raúl Moreno FATEX (2004) convocado por la Federación de Asociaciones de Teatro de Extremadura, y las Diputaciones provinciales de Cáceres y Badajoz por su obra El muerto más disputado(y otras farsas en verso).
- Primer Accésit del XXIII Premio de Teatro Hermanos Machado (2004). Convocado por el Ayuntamiento de Sevilla por su obra Las hazañas de Marcial.
- Ganador del XIII Premio ASSITEJ de Teatro para niños y jóvenes (2003), galardón bianual, el de mayor solera de los premios de textos para niños y jóvenes de España por su obra Pim, pam clown(la guerra de los payasos.
- VI Certamen de Teatro Breve Rafael Guerrero de Chiclana de la Frontera (Cádiz), (2003). Convocado por la Asociación Taetro.
- Accésit del I Premi de Teatre Castell d’Alaquas (2003) convocado por el Ajuntament d’Alaquas (Valencia).
- Co-ganador de la 3.ª edición del Premio Serantes (2002)convocado por Serantes Kultur Aretoa por su obra parejas.
- Ganador del IV Premio de Teatro Martín Recuerda (2002) de la Delegación de la Consejería de Cultura de la Junta de Andalucía de Granada por su obra Esencia Patria (un relato español).
- V Certamen de Teatro Breve Rafael Guerrero (2002) por su obra El tribunal.
- Ganador mejor dirección en el Festival Internacional(2002) Teatro de Casablanca por su obra poeta en Nueva York.
- Ganador de la 2.ª edición del Premio Serantes de Santurce (2001). Convocado por el Serantes Kultur Aretoa de Santurtzi (Vizcaya) por su obra Historias Cotidianas.
- Accésit del XII Premio ASSITEJ de Teatro para niños y jóvenes (2001). Convocado por ASSITEJ España, entidad con sede en Madrid, dedicada a la promoción del teatro para niños y jóvenes por su obra Los impresentables.
- Primer Premio del XIX Certamen de Teatro Santa Cruz de La Palma (2001). Convocado por la Escuela Municipal de Teatro de Santa Cruz de La Palma por su obra El crimen se paga.
- IV Certamen de Teatro Breve Rafael Guerrero (2001).
- Primer Premio del III Certamen de Teatro Ciudad de Bailén (2000). Convocado por el Ayuntamiento de Bailén por su obra Teatrillo di verso.
- III Certamen de Teatro Breve Rafael Guerrero 2000 por su obra Er visitante.
- Primer Accésit del I Concurso de Dramaturgos Jóvenes Andaluces (Premio Romero Esteo) (1998). Convocado por el Centro Andaluz de Teatro con sede en Sevilla.
- Accésit del IX Premio Anual de Escritores Noveles de la Diputación de Jaén, en 1994 por su obra Todas las Estatuas están fingiendo.

### Citas
1. ↑  Sánchez, Diana (19 de noviembre de 2009). «La campaña de teatro escolar de La Paca ya es mayor de edad». Diario Jaén. Consultado el 14 de septiembre de 2017.
2. ↑  Campal Fernández, José Luis (Enero de 2006). Arrabal según 21 dramaturgos. «Arrabal. Transgresión y disputa». La Ratonera (16): 22. Archivado desde el original el 25 de junio de 2010. Consultado el 14 de septiembre de 2017.
3. ↑  Donaire, Ginés (14 de noviembre de 2002). «Entrevista | 'Se está larvando un nacional patriotismo rancio'». El País. Consultado el 14 de septiembre de 2017.
4. ↑  del Moral, Ignacio (Verano de 2004). «Pim, pam, clown (La guerra de los payasos) de Tomás Afán Muñoz». Las Puertas del Drama (Madrid: Asociación de Autores de Teatro) (19): 35-36. ISSN 1575-9504. Depósito legal M-6443-1999. Consultado el 14 de septiembre de 2017.
5. ↑  Donaire, Ginés (7 de diciembre de 2003). «El teatro para la infancia debe ser un contrapunto para su conciencia crítica». El País. Consultado el 14 de septiembre de 2017.
6. ↑  Redondo, Virginia (20 de octubre de 2007). «El tema del 11-M es muy delicado como para crear polémica con él». El Norte de Castilla. Consultado el 14 de septiembre de 2017.
7. ↑  «Los días del pez / Inspiración. Tomás Afán y Gabriel Vicente Montalvo». www.edicionesirreverentes.com. Consultado el 10 de diciembre de 2023.
8. ↑  «MIS TEXTOS.». Consultado el 25 de marzo de 2023.
9. ↑  «Teatro La Paca S.L - ¿Te acuerdas del fin del mundo? | CDAEM, Teatro Español». www.teatro.es. Consultado el 3 de noviembre de 2024.
10. ↑  «I Premio Ciudad de las Cabezas de textos teatrales para la infancia y la juventud». www.edicionesirreverentes.com. Consultado el 10 de diciembre de 2023.
11. ↑  Nievas, Miguel (23 de diciembre de 2022). «Fallo del Jurado del XIV certamen de teatro ‘Dramaturgo José Moreno Arenas’». Ayto. de Albolote. Consultado el 25 de marzo de 2023.
12. ↑  «FALLO DEL JURADO | CID Castuera Certamen Iberoamericano de Dramaturgia». CID Castuera. Consultado el 25 de marzo de 2023.
13. ↑  Artezblai (3 de mayo de 2022). «Tomás Afán gana el XX Premio de Teatro José Martín Recuerda por una obra sobre la intolerancia». Artezblai. Consultado el 25 de marzo de 2023.
14. ↑  AaEa-adM_Mm1n (12 de abril de 2022). «LISTA DE NOMINADOS PREMIOS LORCA 2022». Academia de las Artes Escénicas de Andalucía. Consultado el 25 de marzo de 2023.
15. ↑  esadasturias (4 de abril de 2022). «Fallo de la X edición del premio Dulce por Amargo». ESAD Asturias. Consultado el 25 de marzo de 2023.
16. ↑  «Paco Gámez gana el II Certamen Internacional de Comedia del Teatro Español | Teatro Español y Naves del Español». www.teatroespanol.es. Consultado el 25 de marzo de 2023.
17. ↑  «El VI Concurso de Radio-Teatro Carlos Pérez Uralde anuncia las obras ganadoras». EITB. 16 de septiembre de 2021. Consultado el 25 de marzo de 2023.
18. ↑  Artezblai (7 de enero de 2021). «Fallado el IV Certamen Internacional Dramaturgia Invasora». Artezblai. Consultado el 25 de marzo de 2023.
19. ↑  «Lorca perdida». www.contextoteatral.es. Consultado el 25 de marzo de 2023.
20. ↑  «Tomás Afán, de Jaén, se alza con el premio del VI CERTAMEN DE RELATOS CORTOS DE AMNISTÍA INTERNACIONAL DE ANDALUCÍA». deconcursos. 7 de junio de 2020. Consultado el 25 de marzo de 2023.
21. ↑  Artezblai (5 de abril de 2016). «Ganadores del XVII Certamen de Teatro Mínimo Rafael Guerrero». Artezblai. Consultado el 25 de marzo de 2023.
22. ↑  Artezblai (4 de abril de 2014). «Tomás Afán gana el XII Premio Martín Recuerda de Teatro | Noticias». Artezblai. Consultado el 14 de septiembre de 2017.
23. ↑  ABC (21 de noviembre de 2012). «El jienense Tomás Afán gana el IX Premio de Textos Teatrales de la FATEX». Diario ABC. Consultado el 14 de septiembre de 2017.